# IX (album)
IX – trzeci album włoskiego thrash/blackmetalowego zespołu Bulldozer, wydany w 1987.
Materiał na płytę nagrano w Bips Studio w Mediolanie, a wydała ją wytwórnia Discomagic z tego samego miasta. 
Album jest krótki, dziewięć utworów zmieściło się w 31 minutach. W porównaniu z dwiema poprzednimi płytami, The Day of Wrath i The Final Separation, trzecia przynosi zmianę stylu muzycznego. Bulldozer położył na IX mniejszy nacisk na budowanie mrocznego, blackmetalowego klimatu znanego przede wszystkim z debiutanckiego albumu i skierował się w stronę thrashu. Mniej niż dotychczas słyszalny jest muzyczny wpływ brytyjskich zespołów Venom i Motörhead, za to bardziej formacji thrashmetalowych zza oceanu: przede wszystkim Slayera (z płyty Reign in Blood), a także Dark Angel (Darkness Descends) i Sepultury (Bestial Devastation).   
Kompozycje są bardziej dynamiczne, rozpędzone, agresywne, utwory oparte na szybkich, zmiennych riffach i karkołomnych partiach solowych gitary. Wokal AC Wilda jest wyższy, drapieżniejszy, bardziej intensywny. Perkusja zwalnia tylko dwukrotnie: w utworze The Derby oraz zamykającym płytę The Vision Never Fades.   
Teksty AC Wilda są bezkompromisowe, dosadne, bluźniercze, czasem wulgarne. Nie brakuje w nich aluzji seksualnych. Otwierający płytę utwór tytułowy odwołuje się do postaci Aleistera Crowleya, brytyjskiego okultysty, którym inspirował się XX-wieczny satanizm. W innych utworach znalazło się miejsce na krytykę religii (Heaven's Jail), fantazje seksualne (Ilona the Very Best – poświęcony włoskiej skandalistce i gwieździe porno Ilonie Staller, pseud. Cicciolina) i mizogynię (Misogynists). Utwór The Derby jest deklaracją wierności ukochanemu klubowi piłkarskiemu AC Milan.
Reedycja płyty wydanej przez wytwórnię Metal Mind Production w 2007 zawiera dodatkowo utwór The Derby w nagraniu koncertowym z Tokio, z 2006.

## Lista utworów
1. IX (The 9th Circle) – 3:37
2. Desert! – 4:30
3. Ilona the Very Best – 2:41
4. Misogynists – 3:37
5. Heaven's Jail – 2:48
6. Rob "Klister" – 2:00
7. The Derby – 4:02
8. No-Way – 2:59
9. The Vision Never Fades – 4:48

## Skład zespołu
- AC Wild – gitara basowa, wokal
- Andy Panigada – gitara
- Rob "Klister" Cabrini – perkusja